# Walter Grävell
Walter Grävell (* 26. Juni 1891 in Klotzsche; † nach 1942) war ein deutscher Statistiker und Staatsbeamter.

## Leben und Tätigkeit
1914 promovierte Grävell an der Universität Göttingen mit einer Arbeit über den Einfluss sozioökonomischer Aspekte für die Säuglingssterblichkeit in Preußen zum Dr. phil.
Von 1914 bis 1918 nahm Grävell am Ersten Weltkrieg teil. 1919 erhielt er eine Stellung als Hilfsarbeiter beim sächsischen Statistischen Landesamt. Im Jahr 1920 wechselte er in das Statistische Reichsamt in Berlin, wo er als Regierungsrat zum Leiter der Abteilung Außenhandel und Verkehr ernannt wurde.
1923 wechselte Grävell als Wirtschaftsreferent in die Reichskanzlei. 1924 wurde er dort zum Oberregierungsrat und 1926 zum Ministerialrat befördert.
Im Oktober 1926 wurde Grävell von der Reichskanzlei beurlaubt, um den Posten des Generalsekretärs des Ausschusses zur Untersuchung der Erzeugungs- und Absatzbedingungen der deutschen Wirtschaft zu übernehmen.
Von 1927 bis 1929 wurde Grävell vom deutschen Staatsdienst beurlaubt, um die Reorganisation des Statistischen Amtes in Santiago de Chile zu leiten.
In den 1930er und 1940er Jahren war Grävell erneut als Direktor des Statistischen Reichsamtes tätig. Außerdem fungierte er als Generalsekretär des Enquete-Ausschusses des Reichstages und trat mit verschiedenen Publikationen zu statistischen Themen an die Öffentlichkeit.

## Schriften
- Die Säuglingssterblichkeit Preussens in ihrer Beziehung zu sozialen und ökonomischen Verhältnissen, 1914.
- Der Zwang zur Ein- und Ausfuhr. Außenhandel, Staat und Wirtschaft, 1932.
- „Zur Frage der Umlagerung der Einfuhr“, in: Schriften des deutschen Industrie- und Handelstages: Wirtschaft und Handelspolitik, Berlin 1934.
- Neue Aufgaben der Aussenhandelsstatistik, 1936.
- Menge, Wert, Volumen. Zur Deutung der Aussenhandelsstatistik, 1937.
- Die Statistik im Grosswirtschaftsraum, 1942.